# Metropolija Gatineau
Metropolija Gatineau je rimskokatoliška metropolija s sedežem v Hullu (Kanada); ustanovljena je bila leta 2005.
Metropolija zajema naslednje (nad)škofije:
- nadškofija Gatineau,
- škofija Amos,
- škofija Mont-Laurier in
- škofija Rouyn-Noranda.

## Metropoliti
- Roger Ébacher (28. oktober 2005-danes)